# Cocrassana riepmai
Cocrassana riepmai är en insektsart som beskrevs av Blocker och Larsen 1991. Cocrassana riepmai ingår i släktet Cocrassana och familjen dvärgstritar. Inga underarter finns listade i Catalogue of Life.